# Cerco un uomo/Febbre d'amore
Cerco un uomo/Febbre d'amore è un singolo della cantautrice italiana Ditonellapiaga, pubblicato il 30 giugno 2025.

## Descrizione
I due brani dancefloor (Cerco un uomo e Febbre d'amore) sono stati pubblicati come unico singolo in formato digitale e 45 giri, idea dell'artista ispiratasi al pop degli anni 80. Il lato A (Cerco un uomo) si tratta di una rivisitazione dell'omonimo brano di Sandra Mondaini del 1977, mentre il lato B (Febbre d'amore) è una rivisitazione dell'omonimo brano di Marcella Bella del 1984.

## Tracce
Download digitale, streaming
1. Cerco un uomo/Febbre d'amore – 6:50

7"
- Lato A

Testi di Enrico Vaime, Marcello De Martino e Italo Terzoli, musiche di Marcello De Martino.
1. Cerco un uomo – 3:15

- Lato B

Testi e musiche di Alfredo Rapetti e Rosario Bella.
1. Febbre d'amore – 2:50

## Formazione
- Cerco un uomo
  - Ditonellapiaga – voce
  - Alessandro Casagni – batteria, coro, sintetizzatore, tastiere, programmazione, produttore aggiuntivo
  - Alessandro Trabace – violino
  - Bruno Belissimo – chitarra
  - Daniele Folcarelli – chitarra
  - Dario Riboli – masterizzazione
  - Giacomo Ruggeri – chitarra
  - Giordano Colombo – batteria, coro, programmazione, sintetizzatore, produzione, missaggio, registrazione
- Febbre d'amore
  - Ditonellapiaga – voce
  - Alessandro Casagni – batteria, coro, sintetizzatore, tastiere, programmazione, produzione, registrazione
  - Daniele Folcarelli – chitarra, coro
  - Dario Riboli – masterizzazione, missaggio